# Affligem
Affligem ist eine belgische Gemeinde etwa 20 km westnordwestlich von Brüssel in der Provinz Flämisch-Brabant, unweit von Aalst und dem Eisenbahnknotenpunkt Denderleeuw.
Die Gemeinde besteht aus den Ortschaften Essene, Hekelgem und Teralfene. Am 1. Januar 2024 hatte sie 13.651 Einwohner bei 17,7 km²; Fläche, was einer Bevölkerungsdichte von 771 Einwohnern pro km² entspricht.

## Wappen
Beschreibung: In Rot eine ungegürtete silberne Lilie mit zwei silbernen Rosen besteckt und von zwei gestielten silbernen Rosen mit einem Blatt begleitet. Zwischen den Rosen links ein silberner Schlüssel mit vier Bärten nach außen gerichtet und aufwärts gerichtet und auf der rechten Seite ein silberner Stab.

## Abtei Affligem

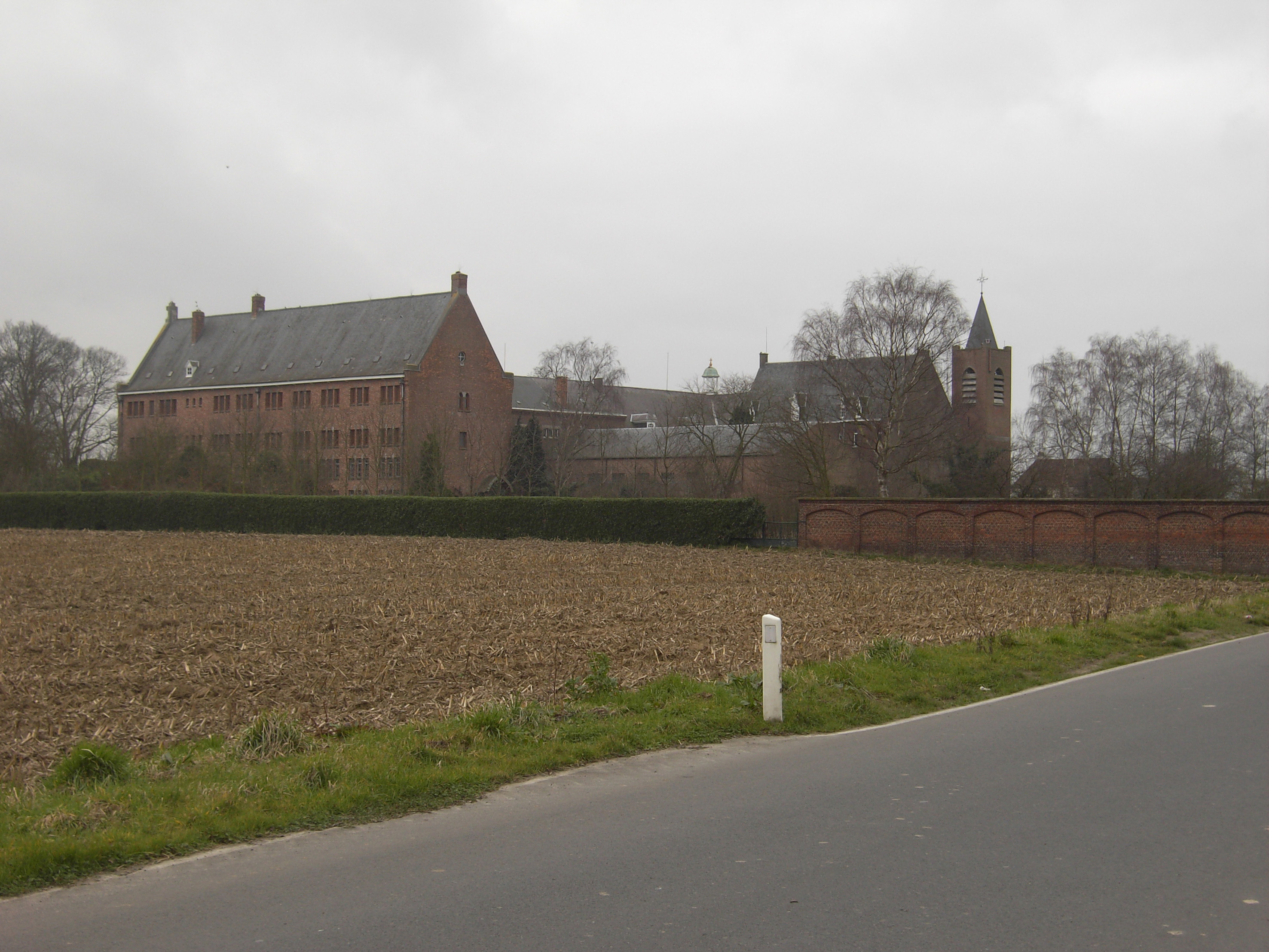
Benediktinerabtei Affligem

Affligem wurde bekannt durch die 1062 von Pfalzgraf Hermann II. gegründete Benediktinerabtei Affligem, die lange Zeit als Hausabtei der Herzoge von Brabant die bedeutendste Abtei in Brabant war. Die Abtei wurde 1792 aufgehoben. 1870 zog erneut ein Konvent ein. Im Jahr 2010 zählte die Abtei etwa 18 Mönche.
Die Abtei hat eine lange Tradition des Bierbrauens. Mindestens seit 1574 wurde hier das auch heute noch produzierte Bier gebraut.

## Persönlichkeiten
- Willy Teirlinck (* 1948 in Teralfene), Radrennfahrer